# Marc Wilmots
Marc Wilmots, né le 22 février 1969 à Dongelberg en Belgique, est un ancien footballeur international belge devenu entraîneur. Il a également exercé les fonctions de sénateur et de consultant[réf. nécessaire].
Au début de sa carrière, on le surnomme « Le Taureau de Dongelberg », en référence à ses origines, son gabarit et sa combativité qu'il met en exergue dans les cinq clubs professionnels où il a joué. Après son transfert à Schalke 04, le surnom qui lui est le plus souvent appliqué est "Willy" ou "Willie".
Avec l'équipe de Belgique, il compte 70 sélections et 29 buts au poste d'attaquant ou de soutien d'attaque, ce qui le place au rang de cinquième meilleur buteur de l'histoire des Diables rouges.
De juin 2012 à juillet 2016, il occupe le poste d'entraîneur de l'équipe nationale belge de football et devient le premier entraineur à conduire les Diables rouges à la première place du classement mondial de la FIFA en novembre 2015. L'Union belge de football décide de se séparer de lui à la suite de la défaite contre le Pays de Galles durant l'Euro 2016.

## Biographie

### Joueur

#### En club

##### Saint-Trond
Débutant au CS Jodoigne, le club de la ville la plus proche de son domicile de Dongelberg, il rejoint Saint-Trond VV en 1986 et remporte dès sa première année le titre du champion de Belgique de deuxième division en 1987. Il poursuit sa carrière chez les Canaris pendant une saison supplémentaire en division 1.

##### FC Malines
Il rejoint ensuite le FC Malines à l'été 1988 avec lequel il remporte le titre de champion de Belgique en 1989 se positionnant dans l'équipe derrière le duo d'attaquants néerlandais Bosman-den Boer. Équipier aussi de Michel Preud'homme, il joue encore deux saisons chez les Sang et Or où l'équipe se classe troisième puis deuxième des championnats suivants.

##### Standard de Liège
En 1991, Marc Wilmots rejoint le Standard de Liège où il remporte un trophée : la coupe de Belgique 1993 en battant le Sporting Charleroi . Il reste cinq saisons en bord de Meuse où ses qualités de joueur (80 buts inscrits), son dynamisme et sa mentalité le rendent très populaire auprès des supporters rouges et blancs. Durant ces cinq années, le Standard est deux fois vice-champion de Belgique en 1993 et 1995 et une fois troisième (en 1992). Il inscrit un total de 27 buts pendant la saison 1992-1993 dont 22 en championnat de Belgique.

##### Schalke 04
En 1996, il est transféré dans le club allemand du FC Schalke 04. Il devient vite un chouchou du public. Sa combativité est très appréciée outre-Rhin. Il souffre de plusieurs graves blessures dont il se remettra à chaque fois à une vitesse impressionnante. Il y remporte son trophée le plus important en gagnant la coupe UEFA 1996-1997 lors d'une finale disputée en matches aller et retour contre l'Inter Milan. Il inscrit le seul but du match à l'aller (1-0) mais Schalke est battu par le même score lors du match retour à Milan. La prolongation ne changeant pas le résultat, la finale se joue aux tirs au but. Les Allemands l'emportent 1-4 et le dernier tir, synonyme de victoire, est marqué par Marc Wilmots.

##### Girondins de Bordeaux
Le 1er juillet 2000, il rejoint le club français des Girondins de Bordeaux où il reste une saison en étant très souvent titulaire. Le club se classe à la quatrième place du championnat et se qualifie pour le premier tour de la coupe UEFA 2001-2002. Auteur de onze buts et trois assists, il réalise une bonne saison mais devient moins indispensable en fin de saison et retourne à Schalke 04.

##### Retour et fin de carrière à Schalke 04
De retour en Bundesliga et à Schalke 04 à l'été 2001, il est régulièrement aligné lors de la première saison et remporte la coupe d'Allemagne 2002 mais, victime de blessures, il joue moins la saison suivante et est contraint de mettre un terme à sa carrière de joueur le 22 mars 2003 dans un match contre Munich 1860, entré au jeu en remplacement de son compatriote Sven Vermant et dont le but du match pour Schalke (1-1) a été inscrit par un autre Belge : Émile Mpenza. Dès le match suivant, il se retrouve entraineur en remplacement de Frank Neubarth.

#### En équipe nationale
Marc Wilmots a 70 capes à son actif avec l'équipe de Belgique. Il a également inscrit 29 buts. 
Ses deux premières phases finales de coupe du monde en 1990 en Italie et 1994 aux États-Unis ne lui sont guère favorables. Bien que repris dans les sélections belges, Guy Thys ne l'aligne pas du tout en 1990 et Paul Van Himst, en 1994, ne le fait jouer qu'une partie du match contre l'Arabie saoudite (défaite 1-0) alors que la Belgique est déjà qualifiée pour les huitièmes de finale. Par contre, pour la coupe du monde 1998 en France, Georges Leekens lui procure un temps de jeu maximal mais les Diables rouges sont éliminés en poules après trois matches nuls et trois buts inscrits dont deux (contre le Mexique) par Marc Wilmots. 
Sa participation à la Coupe du monde 2002 où il joue l'entièreté des quatre matches des Belges sous le coaching de Robert Waseige lui vaut une nomination au Ballon d'or européen. Wilmots a marqué à chaque rencontre des matchs de poules : face au Japon, à la Tunisie puis la Russie. Tout le monde en Belgique se souvient encore de son but contre le Brésil en huitièmes de finale, annulé sans raison par Peter Prendergast, l'arbitre de la rencontre, alors que le marquoir indiquait 0-0. Après cette coupe du monde, il met fin à sa carrière en équipe nationale.

### Entraineur

#### Schalke 04
En 2003, il met un terme à sa carrière de joueur et entame sa carrière d'entraineur dans son club du FC Schalke 04 de mars à juin 2003.

#### Saint-Trond
En 2004, il revient au Saint-Trond VV comme entraîneur. L'expérience a été peu concluante : il a été licencié avant la fin de la saison, huit mois après son arrivée.

#### Équipe nationale de Belgique

##### comme adjoint en 2009
En 2008, il refuse de devenir l'entraîneur adjoint de René Vandereycken à la tête de l'équipe nationale belge. Dick Advocaat devient le sélectionneur de l'équipe nationale belge lors du limogeage de René Vandereycken en 2009 ; le 28 septembre 2009, Marc Wilmots le rejoint en tant qu'entraîneur adjoint.
Le 15 avril 2010, Dick Advocaat, plus intéressé par « le défi sportif » que lui propose la Russie, annonce à l'Union belge de football qu'il quitte les Diables Rouges avec effet immédiat, ce que lui reproche vivement l'Union Belge. Advocaat déclare à cette occasion qu'il n'a « pas perdu son temps en un an et les Diables Rouges non plus », ajoutant qu'il considère Marc Wilmots comme « le successeur idéal ».
Mais c'est Georges Leekens qui devient alors entraîneur de l'équipe belge et Marc Wilmots reste entraîneur adjoint. La Belgique ne réussit pas à se qualifier pour la phase finale de l'Euro 2012 organisée en Pologne et en Ukraine en terminant troisième de son groupe éliminatoire derrière l'Allemagne et la Turquie et en totalisant 15 points sur 30.

##### comme T1 en 2012
En mai 2012, Georges Leekens n'ayant obtenu que des résultats décevants avec l'équipe nationale et ayant délaissé cette dernière au profit du Club de Bruges, Marc Wilmots devient sélectionneur fédéral des Diables Rouges. Initialement entraîneur pour deux rencontres amicales dont la première face au Monténégro le 25 mai 2012 (2-2), il signe finalement un contrat de deux ans le 6 juin 2012. Depuis le début de son mandat, les Diables Rouges semblent transcendés. Non seulement les résultats sont présents mais un style de jeu dominateur, spectaculaire et efficace semble émerger. En effet selon beaucoup d'observateurs, Marc Wilmots arrive à tirer la quintessence du groupe grâce à une fine psychologie et un style qui n'appartiennent qu'à lui.[réf. nécessaire]

##### Coupe du Monde 2014
Le 11 octobre 2013, la Belgique se qualifie aisément en survolant son groupe éliminatoire (26 points sur 30) pour la Coupe du monde 2014 au Brésil, où elle gagne ses quatre premiers matches et atteint les quarts de finale où elle est éliminée 1-0 par l'Argentine de Lionel Messi, future équipe finaliste du tournoi. Il est crédité pour avoir « su fédérer une équipe et lui donner une âme ». 
Marc Wilmots devient le premier entraineur à conduire l'équipe nationale belge à la place de numéro 1 du classement mondial de la FIFA entre le 5 novembre 2015 (après avoir battu Israël en qualifications pour l'Euro 2016) et le 6 avril 2016 alors que cette équipe était classée à la 41e place de ce ranking FIFA à la fin de l'année 2011, soit un peu plus de quatre mois avant le début de son coaching comme T1. 

##### Euro 2016
Il qualifie facilement les Diables rouges pour l'Euro 2016 qui aura lieu en France en remportant le groupe B (23 points sur 30). Après trois matchs de préparation jugés peu convaincants, voire calamiteux, par la presse internationale et belge  alors qu'ils se soldent pourtant par deux victoires et un match nul,,,, les Diables Rouges s'inclinent 2-0 contre l'Italie en poules mais alignent ensuite trois victoires et empilent huit buts sans en encaisser (3-0 contre l'Irlande et 1-0 contre la Suède en poules puis 4-0 contre la Hongrie en huitièmes de finale). 

##### Défaite fatale contre le Pays de Galles
Alors que les observateurs voyaient les Belges aller loin dans ce tournoi grâce à un tableau final évitant les grandes nations européennes, les Diables rouges sont toutefois éliminés par la surprenante équipe du Pays de Galles en quarts de finale de l'Euro 2016 battus à Lille 3-1 après avoir mené 0-1 puis réalisé une mauvaise seconde mi-temps. La tactique est pour beaucoup de personnalités dont le gardien de but Thibaut Courtois la cause principale de cet échec et certains éditorialistes de la presse belge et principalement néerlandophone (Het Nieuwsblad, Het Laatste Nieuws) invitent Wilmots à se retirer,.
Le vendredi 15 juillet 2016, d'un commun accord, Marc Wilmots est remercié par l'Union belge qui se déclare à la recherche d'un nouvel entraîneur.
Son bilan à la tête de l'équipe nationale de 34 victoires sur un total de 51 matchs joués soit 66,67 % de victoires est le meilleur qu'un entraineur ait jamais réalisé.

#### Équipe nationale de Côte d'Ivoire
Le 1er avril 2017, il est nommé sélectionneur de la Côte d'Ivoire. Il quitte de commun accord la sélection ivoirienne le 15 novembre 2017 à la suite de la non-qualification de celle-ci à la coupe du monde 2018.

#### Équipe nationale d'Iran
Le 15 mai 2019, le président de la Fédération d'Iran de football annonce que Marc Wilmots sera le sélectionneur de l'équipe nationale iranienne jusqu'à la Coupe du monde de football 2022. Il devient officiellement le nouveau sélectionneur de l'équipe iranienne le 22 mai 2019.
Le 4 décembre 2019, Marc Wilmots a démissionné de son poste de sélectionneur de l'Iran.

#### Raja Club Athletic
Le 11 novembre 2021, le Raja Club Athletic annonce la signature d'un contrat de deux saisons et demie avec Marc Wilmots, deux jours après avoir remercié le tunisien Lassaad Chabbi. Wilmots est le troisième entraîneur belge de l'histoire du club, après Jean Thissen en 1994 et Walter Meeuws en 2002,. Il touche un salaire mensuel de 40 000 dollars. À Casablanca, Wilmots va forcément découvrir un style et une culture du football totalement différents de ce qu'il a pu connaître en Allemagne ou en Belgique, même si le Raja a toujours adopté un style de jeu collectif fait de passes courtes et rapides.
Le 20 février 2022, le comité directeur du Raja CA décide à l'unanimité de démettre Marc Wilmots de ses fonctions. Le belge, qui était arrivé trois mois auparavant, s'en va sur un bilan de 4 victoires, 4 nuls et 2 défaites (dont la Supercoupe d'Afrique perdue aux tirs au but).

#### Schalke 04 (directeur sportif)
Le 4 janvier 2024, il est nommé directeur sportif de Schalke 04 entraîné par son compatriote Karel Geraerts et évoluant en 2. Bundesliga (division 2 allemande). Il a signé un "contrat à longue durée".

#### Standard de Liège (directeur sportif)
Le 13 mai 2025, il devient directeur sportif du Standard et remplace Fergal Harkin

### Carrière politique
Il est élu sénateur en 2003 sur la liste du MR de son ami et concitoyen Louis Michel. Il récolte 109 955 voix de préférence personnelles.
Accaparé par d'autres occupations, notamment son travail d'entraîneur de football et n'ayant plus à ce titre la possibilité de remplir effectivement son mandat électif, il annonce en été 2005 son souhait de ne plus toucher de rémunération tout en gardant son mandat : n'ayant plus de suppléant pour reprendre son siège, sa démission signifierait la perte d'un siège pour son parti. Le bureau du Sénat refuse cette demande au motif que la responsabilité et la dignité que représente une élection au suffrage universel dépassent l'enjeu salarial. Marc Wilmots continua de percevoir un traitement dont il annonça qu'il reverserait le montant après impôts à des œuvres caritatives.

### Consultant sportif
En septembre 2022, Marc Wilmots devient consultant pour l'émission hebdomadaire La Tribune. En 2023, il commente pour la RTBF les directs télévisés de quelques matches, toujours en tant que consultant.

## Vie privée
Marc Wilmots est marié depuis juin 1996 à Katrien Lambeets, fille de l'ancien président du club de Saint-Trond, Guy Lambeets. Il habite Bordeaux. Il a trois enfants : Marten, Reno et Athena-Lena. Il parle parfaitement les trois langues officielles de la Belgique : le français, l'allemand et le néerlandais.

## Palmarès

### En tant que joueur

#### En club
- Vainqueur de la  Supercoupe d'Europe en 1988 avec le FC Malines[28]
- Vainqueur de la Coupe de l'UEFA en 1997 avec Schalke 04[28]
- Champion de Belgique en 1989 avec le FC Malines[28]
- Vainqueur de la Coupe de Belgique en 1993 avec le Standard de Liège[28]
- Vainqueur de la Coupe d'Allemagne en 2002 avec Schalke 04[28]

#### En équipe de Belgique
- 70 sélections et 28 buts entre 1990 et 2002
- Participation à la Coupe du Monde en 1994 (1/8 de finaliste)
- Participation à la Coupe du Monde de 1998, en France, où la Belgique fut éliminée au premier tour.
- Participation, en tant que capitaine de la sélection, à la Coupe du Monde en 2002 (1/8 de finaliste)

### En tant qu'entraîneur

#### Avec l'équipe de Belgique
- Participation à la Coupe du Monde en 2014 (1/4 de finaliste)
- Participation à l'Euro en 2016 (1/4 de finaliste)

### Distinctions individuelles
- Élu Jeune Pro de l'année en 1990
- Reçoit le Trophée national du Mérite sportif en 2002
- Élu membre du All-Star Team de la Coupe du Monde en 2002
- Élu entraîneur belge de l'année en 2013 et en 2014
- Élu Meilleur entraîneur de l'année au Globe Soccer Awards 2015[29]

## Statistiques de joueur

### En club
| Saison      | Club                  | Pays      | Championnat | Championnat | Coupe  | Coupe | C1     | C1   | C2     | C2   | C3     | C3   | SC     | SC   |
| ----------- | --------------------- | --------- | ----------- | ----------- | ------ | ----- | ------ | ---- | ------ | ---- | ------ | ---- | ------ | ---- |
| Saison      | Club                  | Pays      | Matchs      | Buts        | Matchs | Buts  | Matchs | Buts | Matchs | Buts | Matchs | Buts | Matchs | Buts |
| 1985 - 1987 | RAS Jodoigne LS       | Belgique  |             |             |        |       |        |      |        |      |        |      |        |      |
| 1987 - 1988 | K Saint-Trond VV      | Belgique  | 30          | 9           |        |       |        |      |        |      |        |      | 1      | 0    |
| 1988 - 1989 | FC Malines            | Belgique  | 29          | 4           |        |       |        |      | 6      | 2    |        |      |        |      |
| 1989 - 1990 | FC Malines            | Belgique  | 26          | 10          |        |       | 4      | 0    |        |      |        |      |        |      |
| 1990 - 1991 | FC Malines            | Belgique  | 32          | 8           |        |       |        |      |        |      | 2      | 0    |        |      |
| 1991 - 1992 | Standard de Liège     | Belgique  | 33          | 10          |        |       |        |      |        |      |        |      |        |      |
| 1992 - 1993 | Standard de Liège     | Belgique  | 25          | 22          | 1      | 0     |        |      |        |      | 6      | 2    |        |      |
| 1993 - 1994 | Standard de Liège     | Belgique  | 28          | 11          |        |       |        |      | 4      | 3    |        |      |        |      |
| 1994 - 1995 | Standard de Liège     | Belgique  | 24          | 10          |        |       |        |      |        |      |        |      |        |      |
| 1995 - 1996 | Standard de Liège     | Belgique  | 26          | 14          |        |       |        |      |        |      |        |      |        |      |
| 1996 - 1997 | FC Schalke 04         | Allemagne | 29          | 6           | 2      | 1     |        |      |        |      | 11     | 5    |        |      |
| 1997 - 1998 | FC Schalke 04         | Allemagne | 31          | 7           | 2      | 1     |        |      |        |      | 7      | 2    |        |      |
| 1998 - 1999 | FC Schalke 04         | Allemagne | 12          | 1           | 1      | 0     |        |      |        |      | 2      | 1    |        |      |
| 1999 - 2000 | FC Schalke 04         | Allemagne | 32          | 7           | 2      | 0     |        |      |        |      |        |      |        |      |
| 2000 - 2001 | Girondins de Bordeaux | France    | 30          | 8           |        |       |        |      |        |      | 5      | 2    |        |      |
| 2001 - 2002 | FC Schalke 04         | Allemagne | 24          | 6           | 6      | 0     | 3      | 0    |        |      |        |      |        |      |
| 2002 - 2003 | FC Schalke 04         | Allemagne | 10          | 0           | 1      | 0     |        |      |        |      | 3      | 1    |        |      |

Sources : L'équipe.fr

### En sélection
Dernière mise à jour le 1er juin 2012
Marc Wilmots a fait partie de l'équipe nationale belge de 1990 à 2002.
Statistiques en matchs officiels :
- 70 sélections en équipe A ; 28 buts[5].

| But | Date             | Stade, ville, pays                                    | Adversaire     | Résultat | Match, compétition               |
| --- | ---------------- | ----------------------------------------------------- | -------------- | -------- | -------------------------------- |
| 1er | 25 mars 1992     | Parc des Princes, Paris, France                       | France         | N 3-3    | Match amical                     |
| 2e  | 22 avril 1992    | Stade Roi Baudouin, Bruxelles, Belgique               | Chypre         | V 1-0    | Éliminatoire Coupe du monde 1994 |
| 3e  | 3 juin 1992      | Svangaskard, Toftir, Îles Féroé                       | Îles Féroé     | V 0-3    | Éliminatoire Coupe du monde 1994 |
| 4e  | 3 juin 1992      | Svangaskard, Toftir, Îles Féroé                       | Îles Féroé     | V 0-3    | Éliminatoire Coupe du monde 1994 |
| 5e  | 22 mai 1993      | Stade Roi Baudouin, Bruxelles, Belgique               | Îles Féroé     | V 3-0    | Éliminatoire Coupe du monde 1994 |
| 6e  | 22 mai 1993      | Stade Roi Baudouin, Bruxelles, Belgique               | Îles Féroé     | V 3-0    | Éliminatoire Coupe du monde 1994 |
| 7e  | 6 octobre 1993   | Stade Roi Baudouin, Bruxelles, Belgique               | Gabon          | V 2-1    | Match amical                     |
| 8e  | 6 octobre 1993   | Stade Roi Baudouin, Bruxelles, Belgique               | Gabon          | V 2-1    | Match amical                     |
| 9e  | 11 octobre 1997  | Stade Roi Baudouin, Bruxelles, Belgique               | Pays de Galles | V 3-2    | Éliminatoire Coupe du monde 1998 |
| 10e | 25 mars 1998     | Stade Roi Baudouin, Bruxelles, Belgique               | Norvège        | N 2-2    | Match amical                     |
| 11e | 3 juin 1998      | Stade Roi Baudouin, Bruxelles, Belgique               | Colombie       | V 2-0    | Match amical                     |
| 12e | 20 juin 1998     | Stade Chaban-Delmas, Bordeaux, France                 | Mexique        | N 2-2    | Coupe du monde 1998              |
| 13e | 20 juin 1998     | Stade Chaban-Delmas, Bordeaux, France                 | Mexique        | N 2-2    | Coupe du monde 1998              |
| 14e | 18 août 1999     | Stade Jan Breydel, Bruges, Belgique                   | Finlande       | D 3-4    | Match amical                     |
| 15e | 4 septembre 1999 | Feijenoord Stadion, Rotterdam, Pays-Bas               | Pays-Bas       | N 5-5    | Match amical                     |
| 16e | 13 novembre 1999 | Stade Via del Mare, Lecce, Italie                     | Italie         | V 1-3    | Match amical                     |
| 17e | 3 juin 2000      | Parken Stadium, Copenhague, Danemark                  | Danemark       | N 2-2    | Match amical                     |
| 18e | 7 octobre 2000   | Skonto stadions, Riga, Lettonie                       | Lettonie       | V 0-4    | Éliminatoire Coupe du monde 2002 |
| 19e | 28 février 2001  | Stade Roi Baudouin, Bruxelles, Belgique               | Saint-Marin    | V 10-1   | Éliminatoire Coupe du monde 2002 |
| 20e | 24 mars 2001     | Hughenden Stadium, Glasgow, Écosse                    | Écosse         | N 2-2    | Éliminatoire Coupe du monde 2002 |
| 21e | 2 juin 2001      | Stade Roi Baudouin, Bruxelles, Belgique               | Lettonie       | V 3-1    | Éliminatoire Coupe du monde 2002 |
| 22e | 6 juin 2001      | Stadio Olimpico (Serravalle), Serravalle, Saint-Marin | Saint-Marin    | V 1-4    | Éliminatoire Coupe du monde 2002 |
| 23e | 6 juin 2001      | Stadio Olimpico (Serravalle), Serravalle, Saint-Marin | Saint-Marin    | V 1-4    | Éliminatoire Coupe du monde 2002 |
| 24e | 14 novembre 2001 | Stadion Eden, Prague, République tchèque              | Tchéquie       | V 3-1    | Match amical                     |
| 25e | 18 mai 2002      | Stade de France, Paris, France                        | France         | V 1-2    | Match amical                     |
| 26e | 4 juin 2002      | Stade Saitama 2002, Saitama, Japon                    | Japon          | N 2-2    | Coupe du monde 2002              |
| 27e | 10 juin 2002     | Stade d'Oita, Oita, Japon                             | Tunisie        | N 1-1    | Coupe du monde 2002              |
| 28e | 14 juin 2002     | Stade Ecopa de Shizuoka, Shizuoka, Japon              | Russie         | V 3-2    | Coupe du monde 2002              |

### Entraîneur
Mis à jour le 11/11/2021.
| Schalke 04       | 2003  | 2003  | 8  | 3  | 1  | 4  | 37.50 |
| K Saint-Trond VV | 2004  | 2005  | 22 | 5  | 6  | 11 | 22.73 |
| Belgique         | 2012  | 2016  | 51 | 34 | 8  | 9  | 66,67 |
| Côte d'Ivoire    | 2017  | 2017  | 7  | 2  | 1  | 4  | 28,57 |
| Iran             | 2019  | 2019  | 6  | 3  | 1  | 2  | 50    |
| Total            | Total | Total | 94 | 47 | 17 | 30 | 50    |